# Jazyky kunama
Jazyky kunama mluví mluví národ Kunamů v části Etiopie a Eritrey. Většinou se řadí mezi nilosaharské jazyky, ale toto spojení nebylo prokázáno. Píší se latinkou. Většina jazyků kunama jsou navzájem srozumitelné a berou se někdy jako dialekty.
Nejbližší příbuzné jazyky jsou nejspíše mabanské jazyky, kterými se mluví v Čadu.

## Rozdělení
- Kunama – nejrozšířenější kunamský jazyk, mluvčí tvoří drtivou většinu všech mluvčích jazyků kunama. Má mnoho dialektů.
- Bitama – počet mluvčích se odhaduje na 142 000 lidí.[3] Jde o dialekt kunamy, někdy je brán jako samostatný jazyk.[3][4][5][6][7][8][9] V ISO 639-3 je bitama uvedena jako dialekt kunamy pod kun.
- Ilit – téměř vymřelý jazyk, asi 1000 mluvčích z národa Kunamů, dříve brán jako nářečí kunamy[10][11].